# کوزاکای، آیچی
کوزاکای، آیچی (به لاتین: Kozakai, Aichi) یک منطقهٔ مسکونی در ژاپن است که در ناحیه چوبو واقع شده‌است. کوزاکای ۲۱٬۷۰۸ نفر جمعیت دارد.